# Oscar Schmidt
 Ovo je glavno značenje pojma Oscar Schmidt. Za druga značenja pogledajte Eduard Oscar Schmidt‎.
Oscar Daniel Bezerra Schmidt (Natal, 16. veljače 1958.), bivši je brazilski košarkaš.

## Karijera

### Klupska karijera
Dok je igrao u brazilskoj košarkaškoj ligi za Sírio, Schmidt je osvojio Južnoameričko klupsko prvenstvo i Interkontinentalni kup 1979.
Izabran je od strane New Jersey Netsa u šestom kolu NBA Draft 1984., imao je još nekoliko prilika igrati u NBA ligi, ali ih je sve odbio kako bi održali svoj "amaterski" status i nastavio igrati u brazilskoj reprezentaciji (do 1989., NBA igrači nisu smjeli igrati za reprezentaciju).
Schmidt je osvojio talijanski kup s Casertom 1988. Bio je najbolji strijelac talijanske košarkaške lige 7 puta (1984., 1985., 1986., 1987., 1989., 1990. i 1992.). Od 1993. do 1995. igrao je za španjolski Valladolid.
Vratio se u rodni Brazil 1995., igrati ponovno u Brazilskoj košarkaškoj ligi, a bio je najbolji strijelac lige 8 puta (1996., 1997., 1998., 1999., 2000., 2001., 2002., i 2003). Umirovljen je 26. svibnja 2003.

### Reprezentativna karijera
Za Brazilsku košarkašku reprezentaciju Schmidt je igrao na pet Olimpijskih igrara (drugi igrač kojem je to uspjelo nakon Teófila Cruza) a bio je najbolji strijelac na tri Olimpijade. 
Na Svjetsko prvenstvo u Filipinima 1978. s Brazilskom košarkaškom reprezentacijom osvojio je brončanu medalju.

## Priznanja
Godine 1991. izabran je u FIBA 50 najvećih igrača svih vremena. 20. kolovoza 2010., Schmidt je primljen u FIBA-inu Dvoranu slavnih, u znak priznanja za njegove igre u međunarodnoj konkurenciji.

## Vanjske poveznice
- Službena stranica  Arhivirana inačica izvorne stranice od 5. srpnja 2008. (Wayback Machine)